# Desenvolvimento de comunidades
Desenvolvimento comunitário ou de comunidades é uma atividade social que visa dar poder a indivíduos e grupos pela oferta dos conhecimentos necessários para que ocorram mudanças em suas próprias comunidades. 

Maria Luiza Souza em seu livro Desenvolvimento de Comunidade e participação, de 1996, parte do princípio que a prática do desenvolvimento de comunidade (DC), patrocinada ou não pelo setor público, pode ser trabalhada numa perspectiva de participação popular, pois historicamente, o usuário mais direto dessa prática são as camadas mais populares.

É importante apontar que o DC é uma forma de desenvolver a autonomia da população. E essa autonomia deve se dar através da tentativa de uma abordagem reflexiva em busca de uma conscientização de subalternidade no contexto de estrutura dominante.

O Assistente Social que trabalha nesse âmbito deve buscar dentro da realidade concreta de cada comunidade elementos que propiciem a população a uma reflexão sobre a realidade, para que cresça e tenha sua autonomia.